# Новая британская скульптура
Явление возникло как реакция на доминирующее положение минимализма и концептуального искусства на протяжении 1970-х. В живописи эта реакция приняла форму неоэкспрессионизма, в скульптуре ознаменовалось возвращением к использованию широкого спектра техник и материалов, включая традиционные. Новая британская скульптура (New British Sculpture) — группа скульпторов, которая участвовала в серии выставок в начале 1980-х, самой значительной из них была «Предметы и скульптура». Все участники «новой британской скульптуры» создавали в основном абстрактные произведения, используя промышленные материалы и утиль и поддерживались одним дилером — Галереей Лиссон в Лондоне. Новаторская выставка «Предметы и скульптура» состоялась в 1981, она была проведена одновременно в Институте современного искусства в Лондоне и галерее Арнольфини в Бристоле. На этой выставке использование «урбанистических материалов» было возведено в норму.

## Скульпторы
- Элисон Вайлдинг (Alison Wilding)
- Ричард Вентворс
- Билл Вудроу
- Ричард Дикон
- Грэнвилл Дэви
- Аниш Капур
- Стефен Кокс (Stephen Cox)
- Тони Крэгг
- Дэвид Мач
- Джулиан Оупи
- Барри Флэнаган
- Ширазе Хошиари (Shirazeh Houshiary)
- Энтони Гормли